# Серебряникова Дача
Серебряникова Дача — деревня в Угличском районе Ярославской области. Входит в состав Слободского сельского поселения.

## География
Находится в юго-западной части Ярославской области недалеко от северо-восточной окраины административного центра района города Углич.

## История
Деревня была отмечена уже только на карте 1984 года.

## Население
Численность населения: 1 человек (русские 100 %) в 2002 году, 0 в 2010.